# La Cuta
La Cuta, auch nur Cuta, ist eine Ortschaft im Departamento Santa Cruz im Tiefland des südamerikanischen Anden-Staates Bolivien.

## Lage im Nahraum
La Cuta ist eine Ortschaft im Municipio Cabezas in der Provinz Cordillera. Die Ortschaft liegt auf einer Höhe von 516 m an der Bahnlinie, die von der Metropole Santa Cruz nach Süden zur Stadt Yacuiba an der argentinischen Grenze führt; La Cuta ist jedoch kein Haltepunkt an dieser Bahnlinie.

## Geographie
La Cuta liegt am südöstlichen Rand der bolivianischen Cordillera Oriental im Bereich des subtropischen Klimas und ist geprägt durch eine halbjährige Trockenzeit, die von Mai bis Oktober reicht.
Die Durchschnittstemperatur der Region beträgt etwa 24 °C (siehe Klimadiagramm Cabezas), die Monatswerte schwanken zwischen 20 °C im Juni und Juli und 27 °C im Dezember und Januar. Der Jahresniederschlag beträgt 800 mm, feuchteste Monate sind Januar und Februar mit 130 mm und trockenste Monate Juli und August mit weniger als 20 mm im langjährigen Durchschnitt.

## Verkehrsnetz
La Cuta liegt in einer Entfernung von 94 Straßenkilometern südlich von Santa Cruz, der Hauptstadt des gleichnamigen Departamentos.
Von Santa Cruz führt die asphaltierte Nationalstraße Ruta 9 in südlicher Richtung über Zanja Honda nach Mora, überquert den Río Seco Florida, und führt dann über Cabezas, Abapó, Ipitá und Villamontes nach Yacuiba an der bolivianischen Grenze zu Argentinien. Zwei Kilometer südlich von Mora zweigt eine unbefestigte Nebenstraße in westlicher Richtung nach La Cuta ab.

## Bevölkerung
Die Einwohnerzahl der Ortschaft ist im vergangenen Jahrzehnt auf fast das Doppelte angestiegen:
| Jahr | Einwohner         | Quelle       |
| ---- | ----------------- | ------------ |
| 1992 | keine Detaildaten | Volkszählung |
| 2001 | 276               | Volkszählung |
| 2012 | 531               | Volkszählung |
| 2024 |                   | Volkszählung |

Die Region weist noch einen gewissen Anteil an indigener Bevölkerung auf: Im Municipio Cabezas sprechen 9,0 Prozent der Bevölkerung Quechua und 6,8 Prozent Guaraní.